# Prostituição na República Democrática do Congo
Prostituição na República Democrática do Congo é legal, mas atividades relacionadas são proibidas. O código penal congolês pune o lenocínio, a manutenção de casa de prostituição ou bordel, a exploração da promiscuidade ou da prostituição, assim como a prostituição forçada. Atividades que incitam menores ou promovem a prostituição de outrem foram criminalizadas. O governo faz pouco para aplicar a lei. Durante o período colonial e nos anos seguintes à independência, o Ministério da Saúde emitia cartões identificando profissionais do sexo e os submetia a exames médicos de saúde. No entanto, esse sistema foi abandonado na década de 1980. Leis de ordem pública às vezes são usadas contra trabalhadores do sexo. Prostitutas de rua relatam assédio, violência e extorsão por parte da polícia. A UNAIDS estimou que há 2,9 milhões de profissionais do sexo no país.
Insegurança alimentar e Pobreza extrema são agora as principais razões pelas quais mulheres na RDC se tornam prostitutas. Comerciantes formam a maioria dos clientes, junto com funcionários de ONGs nacionais e internacionais. Muitos profissionais do sexo ganham entre US$ 2 e US$ 5, e o pagamento às vezes é feito na forma de alimentos ou outras mercadorias. Prostitutas que atuam em bares e boates recebem entre US$ 10 e US$ 20, e são conhecidas como "Londoners", pois se vestem como garotas britânicas em uma noite de sábado. A "prostituição VIP" funciona em hotéis, com trabalhadoras do sexo ganhando entre US$ 50 e US$ 100. Algumas prostitutas congolesas são do exterior ou crianças em situação de rua acusadas de bruxaria.

## HIV
A República Democrática do Congo (RDC) foi um dos primeiros países da África Central a reconhecer o HIV, registrando casos de HIV em pacientes hospitalizados já em 1983. A UNAIDS relatou em 2016 uma prevalência de HIV de 5,7% entre profissionais do sexo, em comparação com 0,7% entre a população geral. Há relutância em usar preservativos entre os clientes das profissionais do sexo, e eles pagam o dobro pelo sexo sem proteção. Médicos Sem Fronteiras distribuem preservativos às trabalhadoras do sexo e incentivam seu uso.

## Prostituição infantil
Prostituição infantil é um problema no país, mas geralmente ignorado pelas autoridades. ONGs como a Association de Solidarité Internationale (ASI) e a Reiper trabalham para tentar atenuar o problema.
Há evidências de abuso sexual de crianças por soldados durante as Guerras continentais e civis. Entre 2004 e 2008, houve 140 casos registrados de soldados congoleses, indianos e da Nações Unidas dando dinheiro por sexo com crianças, com gangues criminosas locais sendo implicadas.
A prostituição infantil no país apresenta várias formas:
- "Shegues" – Meninos e meninas de 13 a 16 anos que fugiram de casa e sobrevivem com os rendimentos da prostituição de rua.
- "Kamuke" ou "Petit Poussins" – Garotos de 10 a 17 anos que assumem papel passivo na relação sexual.
- "Filles Londoniennes" – Meninas de 10 a 15 anos que oferecem serviços sexuais em áreas urbanas.
- "Encadreurs Filles" – Meninas oferecidas a dignitários visitantes pelo anfitrião como forma de cortesia. Essa prática está se tornando cada vez mais rara.

## Tráfico sexual
A RDC é um país de origem, destino e trânsito para mulheres e crianças submetidas ao tráfico sexual. Mulheres e meninas foram forçadas a casar ou servirem como escravas sexuais para membros de alguns grupos armados. Algumas crianças de rua são suspeitas de serem exploradas no tráfico sexual. Uma ONG relatou que algumas famílias enviam seus filhos para Kinshasa, após prometer oportunidades educacionais; contudo, ao chegarem, as crianças são sujeitas ao tráfico sexual. Algumas mulheres e crianças congolesas em casamento forçado ficam altamente vulneráveis ao tráfico sexual. Congolesas migram para outros países da África, do Oriente Médio e da Europa, onde algumas são exploradas no tráfico sexual.
O estatuto de violência sexual de 2006 (Lei 6/018) proíbe a escravidão sexual, o tráfico sexual e a prostituição infantil e forçada, prevendo penas de cinco a 20 anos de prisão.
O Departamento de Estado dos Estados Unidos Escritório de Monitoramento e Combate ao Tráfico de Pessoas classifica a República Democrática do Congo como um país Categoria 3.